# Microchirus ocellatus
Microchirus ocellatus är en fiskart som först beskrevs av Carl von Linné 1758.  Microchirus ocellatus ingår i släktet Microchirus och familjen tungefiskar. Inga underarter finns listade i Catalogue of Life.